# اللغة المعينية
اللغة المعينية من أقدم اللغات التي استعملت في جنوب الجزيرة العربية في اليمن بين 1200 ق. م و100 م، تظهر آثارها في مناطق الجوف شمال شرق اليمن. وتنسب إلى مملكة معين واستعملتها عدة ممالك أخرى في الجوف (مثل هرم أو نشان) قبل أن تستولي عليها مملكة سبأ.